# Kantunilkín
Kantunilkín – miasto leżące w Meksyku, w stanie Quintana Roo, pobliżu wierzchołka półwyspu Jukatan. Miasto leży w odległości około 80 km na zachód od Cancún – największego miasta i kurortu w stanie Quintana Roo oraz około 50 km na południe od wybrzeża Zatoki Meksykańskiej.
Kantunilkín jest siedzibą gminy Lázaro Cárdenas jednej z 9 gmin w tym stanie, w 2010 roku liczyło 7150 mieszkańców.